# 鈴木彩艶
鈴木 彩艶（すずき ざいおん、2002年8月21日 - ）は、 埼玉県さいたま市浦和区出身のプロサッカー選手。セリエA・パルマ・カルチョ1913所属。ポジションはゴールキーパー。日本代表。

## 経歴

### プロ入り前
幼稚園の頃に兄の影響でサッカーを始め、浦和大東スポーツサッカー少年団に入団。その後小学校時代から浦和レッズのアカデミーに所属し、浦和ユース在籍中の2019年2月1日、浦和とクラブ史上最年少となる16歳5か月11日でプロ契約を締結。8月9日、2種登録選手としてトップチーム登録された。
2020シーズンも2種登録され、2月21日、リーグ開幕戦の湘南ベルマーレ戦で怪我で離脱した福島春樹に代わり、ベンチ入りを果たした。その後も福島と控えの一枠を争い、リーグ戦16試合でベンチ入りしたが、シーズン通して試合出場はなかった。8月21日、浦和と契約更新した。

### 浦和レッズ
2021シーズンより正式にトップチームへ昇格し、背番号が12番となった。2月27日、リーグ開幕戦のFC東京戦でベンチ入りを果たすと、続く3月2日、JリーグYBCルヴァンカップ第1節湘南ベルマーレ戦で先発に抜擢、公式戦初出場を果たした。また、この出場によりGKでのクラブ最年少出場となった。5月9日のJ1リーグ第13節ベガルタ仙台戦では、これまでレギュラーポジションを持っていた西川周作に代わり、先発に抜擢されてリーグ戦に初出場し、無失点での勝利に貢献した。22日、J1リーグ第15節のヴィッセル神戸戦でも無失点勝利に貢献し、川口能活以来史上2人目となる、J1デビューから3戦連続無失点を達成した。10月25日、ルヴァンカップの活躍が評価され、ゴールキーパーとしては史上2人目となるニューヒーロー賞を受賞した。リーグ戦では最終的に西川にポジションを再び譲ったが、自身の初出場を含む6試合に出場した。
2022シーズン、新設されたチームの若手キャプテンに任命された。

### シント＝トロイデンVV
2023年8月、プレミアリーグの名門マンチェスター・ユナイテッドFCから移籍金9億円以上での獲得オファーが来たが断り、ベルギー1部のシント＝トロイデンVVに期限付き移籍した。前年まで正GKを務めたシュミット・ダニエルが退団に近づいたことから、シュミットに代わり加入早々から正GKに抜擢されると、リーグ戦32試合に出場し、多くの試合で好パフォーマンスを披露した。
2024年2月1日、シント＝トロイデンVVに完全移籍すると発表。完全移籍への移行は2024年7月から。

### パルマ・カルチョ1913
2024年7月15日、セリエAのパルマ・カルチョ1913に完全移籍した。同クラブでは中田英寿以来2人目の日本人選手となり、また日本人GK初のセリエA挑戦となる。契約は2029年6月30日までの5年間 で、移籍金は17億円。1年目から正キーパーとして活躍し、チームの残留に貢献した。

### 代表
2017年9月、FIFA U-17ワールドカップに出場するU-17日本代表のメンバーに飛び級で選出された。
2019年5月、FIFA U-20ワールドカップのU-20日本代表に飛び級で選出された。同年10月、FIFA U-17ワールドカップに出場した。
2021年7月1日、最年少の18歳ながら飛び級で東京オリンピック（U-24日本代表）のメンバーに選出された。
2022年、AFC U23アジアカップに飛び級で選出された。本大会では正GKとして活躍し、3位入賞に貢献した。7月13日、EAFF E-1サッカー選手権2022に出場する日本代表に初めて選出された。
2023年6月、ヨーロッパ遠征をするU-22日本代表のメンバーに選出、U-22オランダ戦に出場した。10月には、同月に行われる国際親善試合に向けた日本代表に選出、キリンチャレンジカップチュニジア戦で先発出場した。11月21日、FIFAワールドカップ・アジア2次予選のシリア戦に出場し、川口能活が持つ21歳220日でのW杯予選ゴールキーパー最年少出場記録を塗り替える、21歳92日での出場を果たした。
2024年1月、AFCアジアカップ2023に臨む日本代表のメンバーに選出され、正キーパーとして全試合出場を果たした。

## 人物
- ガーナ人の父と日本人の母を持ち、兄がいる[24]。アメリカで生まれ埼玉県さいたま市で育った[25]。名前の彩艶（ザイオン、Zion）は、聖書に登場する聖なる丘「Zion」に由来している[24]。
- 2013年に設立された浦和レッズジュニアの一期生であり、トップチームの試合に出場したジュニア出身者の第1号である[26]。
- フィジカルトレーニングに懸命に励んでおり、高校生時点でベンチプレス125kg挙げる程の筋力を誇る[27]。同僚の宇賀神友弥が「すでにとんでもない身体してるのに、誰よりも遅くまで残って筋トレしてる」と賞賛し、元日本代表の川口能活は「体重があるのが魅力的」と評価している[28][29]。
- 2024年10月、アジア人のGK市場価値ランキングで1位（700万ユーロ）となった。

## 所属クラブ
- 浦和大東サッカースポーツ少年団 / 浦和レッズジュニア（さいたま市立大東小学校）
- 2015年 - 2017年 浦和レッズジュニアユース（さいたま市立木崎中学校）
- 2018年 - 2020年 浦和レッズユース（N高等学校）
  - 2019年 - 2020年 浦和レッズ（2種登録選手）
- 2021年 - 2024年  浦和レッズ
  - 2023年8月 - 2024年6月  シント＝トロイデンVV（期限付き移籍）
- 2024年7月  シント＝トロイデンVV
- 2024年7月 -  パルマ・カルチョ1913

## 個人成績
| 国内大会個人成績 | 国内大会個人成績   | 国内大会個人成績 | 国内大会個人成績 | 国内大会個人成績 | 国内大会個人成績 | 国内大会個人成績 | 国内大会個人成績 | 国内大会個人成績 | 国内大会個人成績 | 国内大会個人成績 | 国内大会個人成績 |
| 年度             | クラブ             | 背番号           | リーグ           | リーグ戦         | リーグ戦         | リーグ杯         | リーグ杯         | オープン杯       | オープン杯       | 期間通算         | 期間通算         |
| 年度             | クラブ             | 背番号           | リーグ           | 出場             | 得点             | 出場             | 得点             | 出場             | 得点             | 出場             | 得点             |
| 日本             | 日本               | 日本             | 日本             | リーグ戦         | リーグ戦         | リーグ杯         | リーグ杯         | 天皇杯           | 天皇杯           | 期間通算         | 期間通算         |
| ---------------- | ------------------ | ---------------- | ---------------- | ---------------- | ---------------- | ---------------- | ---------------- | ---------------- | ---------------- | ---------------- | ---------------- |
| 2021             | 浦和               | 12               | J1               | 6                | 0                | 9                | 0                | 0                | 0                | 15               | 0                |
| 2022             | 浦和               | 12               | J1               | 2                | 0                | 2                | 0                | 0                | 0                | 4                | 0                |
| 2023             | 浦和               | 12               | J1               | 0                | 0                | 5                | 0                | 1                | 0                | 6                | 0                |
| ベルギー         | ベルギー           | ベルギー         | ベルギー         | リーグ戦         | リーグ戦         | リーグ杯         | リーグ杯         | ベルギー杯       | ベルギー杯       | 期間通算         | 期間通算         |
| 2023-24          | シント＝トロイデン | 1                | ジュピラー       | 32               | 0                | -                | -                | 0                | 0                | 32               | 0                |
| イタリア         | イタリア           | イタリア         | イタリア         | リーグ戦         | リーグ戦         | イタリア杯       | イタリア杯       | オープン杯       | オープン杯       | 期間通算         | 期間通算         |
| 2024-25          | パルマ             | 31               | セリエA          | 37               | 0                | 0                | 0                | -                | -                | 37               | 0                |
| 通算             | 日本               | 日本             | J1               | 8                | 0                | 16               | 0                | 1                | 0                | 25               | 0                |
| 通算             | ベルギー           | ベルギー         | ジュピラー       | 32               | 0                | -                | -                | 0                | 0                | 32               | 0                |
| 通算             | イタリア           | イタリア         | セリエA          | 37               | 0                | 0                | 0                | -                | -                | 37               | 0                |
| 総通算           | 総通算             | 総通算           | 総通算           | 77               | 0                | 16               | 0                | 1                | 0                | 94               | 0                |

- 2019年、2020年は2種登録選手 （共に2種登録選手としての出場無し）

| 国際大会個人成績 | 国際大会個人成績 | 国際大会個人成績 | 国際大会個人成績 | 国際大会個人成績 |
| 年度             | クラブ           | 背番号           | 出場             | 得点             |
| AFC              | AFC              | AFC              | ACL              | ACL              |
| ---------------- | ---------------- | ---------------- | ---------------- | ---------------- |
| 2022             | 浦和             | 12               | 4                | 0                |
| 通算             | AFC              | AFC              | 4                | 0                |

## タイトル

### クラブ
浦和レッズ
- 天皇杯 JFA 全日本サッカー選手権大会：1回（2021年）
- スーパーカップ：1回（2022年）
- AFCチャンピオンズリーグ：1回（2022年）

### 代表
U-21日本代表
- ドバイカップU-23：1回（2022年）

日本代表
- EAFF E-1サッカー選手権：1回（2022年）

### 個人
- Jリーグカップ ニューヒーロー賞：（2021年）
- JPFAアワード ベストイレブン：2回（2023年、2024年）
- IFFHSアジアベスト11：1回（2024年）
- パルマ クラブ月間MVP：2回（2024年12月、2025年2月）
- さいたま市スポーツ特別功労賞：1回（2021年）

## 代表歴
- U-15日本代表
  - デッレナツィオーニトーナメント（2016年）[30]
  - スポーツ・フォー・トゥモロー(SFT)プログラム 南アジア・日本U-16サッカー交流（2017年）
- U-16日本代表
  - U-16インターナショナルドリームカップ（2017年）[31]
- U-17日本代表
  - FIFA U-17ワールドカップ（2017年）
  - 国際ユースサッカーin新潟（2018年）
  - スポーツ・フォー・トゥモロー(SFT)プログラム 南米・日本U-17サッカー交流（2019年）
  - FIFA U-17ワールドカップ（2019年）
- U-19日本代表
- U-20日本代表
  - FIFA U-20ワールドカップ（2019年）
- U-21日本代表
  - ドバイカップU-23（2022年）
  - AFC U23アジアカップ（2022年）
- U-22日本代表
  - AFC U23アジアカップ予選（2023年）
- U-23日本代表
- U-24日本代表
  - 東京オリンピック（2021年）
- 日本代表
  - EAFF E-1サッカー選手権2022（2022年）
  - MIZUHO BLUE DREAM MATCH 2023（2023年）
  - 2026 FIFAワールドカップ・アジア2次予選兼AFCアジアカップ 2027・予選（2023年,2024年）
  - AFCアジアカップ2023（2024年）
  - 2026 FIFAワールドカップ・アジア3次予選（2024年,2025年）

### 試合数
- 国際Aマッチ 18試合 0得点（2022年 - ）

| 日本代表 | 国際Aマッチ | 国際Aマッチ |
| 年       | 出場        | 得点        |
| -------- | ----------- | ----------- |
| 2022     | 1           | 0           |
| 2023     | 2           | 0           |
| 2024     | 13          | 0           |
| 2025     | 2           | 0           |
| 通算     | 18          | 0           |

### 出場
| No. | 開催日         | 開催都市   | スタジアム                                             | 対戦国                 | 結果 | 監督   | 大会                                                               |
| --- | -------------- | ---------- | ------------------------------------------------------ | ---------------------- | ---- | ------ | ------------------------------------------------------------------ |
| 1.  | 2022年7月19日  | 鹿嶋       | 茨城県立カシマサッカースタジアム                       | 香港                   | ○6-0 | 森保一 | EAFF E-1サッカー選手権2022                                         |
| 2.  | 2023年10月17日 | 神戸       | 御崎公園球技場                                         | チュニジア             | ○2-0 | 森保一 | キリンチャレンジカップ2023                                         |
| 3.  | 2023年11月21日 | ジッダ     | プリンス・アブドゥッラー・アル・ファイサル・スタジアム | シリア                 | ○5-0 | 森保一 | 2026 FIFAワールドカップ・アジア2次予選兼AFCアジアカップ 2027・予選 |
| 4.  | 2024年1月1日   | 東京       | 国立競技場                                             | タイ                   | ○5-0 | 森保一 | TOYO TIRES CUP 2024                                                |
| 5.  | 2024年1月14日  | ドーハ     | アル・トゥマーマ・スタジアム                           | ベトナム               | ○4-2 | 森保一 | AFCアジアカップ2023                                                |
| 6.  | 2024年1月19日  | ライヤーン | エデュケーション・シティ・スタジアム                   | イラク                 | ●1-2 | 森保一 | AFCアジアカップ2023                                                |
| 7.  | 2024年1月24日  | ドーハ     | アル・トゥマーマ・スタジアム                           | インドネシア           | ○3-1 | 森保一 | AFCアジアカップ2023                                                |
| 8.  | 2024年1月31日  | ドーハ     | アル・トゥマーマ・スタジアム                           | バーレーン             | ○3-1 | 森保一 | AFCアジアカップ2023                                                |
| 9.  | 2024年2月3日   | ライヤーン | エデュケーション・シティ・スタジアム                   | イラン                 | ●1-2 | 森保一 | AFCアジアカップ2023                                                |
| 10. | 2024年3月21日  | 東京       | 国立競技場                                             | 朝鮮民主主義人民共和国 | ○1-0 | 森保一 | 2026 FIFAワールドカップ・アジア2次予選兼AFCアジアカップ 2027・予選 |
| 11. | 2024年9月5日   | さいたま   | 埼玉スタジアム2002                                     | 中国                   | ○7-0 | 森保一 | 2026 FIFAワールドカップ・アジア3次予選                             |
| 12. | 2024年9月10日  | リファー   | バーレーン・ナショナル・スタジアム                     | バーレーン             | ○5-0 | 森保一 | 2026 FIFAワールドカップ・アジア3次予選                             |
| 13. | 2024年10月10日 | ジッダ     | キング・アブドゥッラー・スポーツシティ・スタジアム     | サウジアラビア         | ○2-0 | 森保一 | 2026 FIFAワールドカップ・アジア3次予選                             |
| 14. | 2024年10月15日 | さいたま   | 埼玉スタジアム2002                                     | オーストラリア         | △1-1 | 森保一 | 2026 FIFAワールドカップ・アジア3次予選                             |
| 15. | 2024年11月15日 | ジャカルタ | ゲロラ・ブン・カルノ・スタジアム                       | インドネシア           | ○4-0 | 森保一 | 2026 FIFAワールドカップ・アジア3次予選                             |
| 16. | 2024年11月19日 | 廈門       | 廈門白鷺体育場                                         | 中国                   | ○3-1 | 森保一 | 2026 FIFAワールドカップ・アジア3次予選                             |
| 17. | 2025年3月20日  | さいたま   | 埼玉スタジアム2002                                     | バーレーン             | ○2-0 | 森保一 | 2026 FIFAワールドカップ・アジア3次予選                             |